# IEEE 802.11ac
IEEE 802.11ac należy do grupy standardów IEEE, które określają metody transmisji w bezprzewodowych sieciach lokalnych. Standard ten określa charakterystyki sieci lokalnych o dużych wydajnościach bezprzewodowych (WLAN) w pasmie 5 GHz. Standard ten został opracowany w latach 2011-2013 i zatwierdzony w styczniu 2014.